# خورخوره (سقز)
قرية خورخوره (بالكردية: خوڕخوڕە) هي إحدى القرى التابعة لـخورخوره في ريف قسم زيويه من مقاطعة سقز، في محافظة كردستان الإيرانية.

## السكان
حسب إحصاءات سنة 2006، بلغ إجمالي السكان في خورخوره 263 نسمة وعدد المساكن 56 مسكن. لغة سكان خورخوره هي اللغة الكردية و هم من أهل السنة والجماعة والمذهب الشافعي.